# Teatr cieni

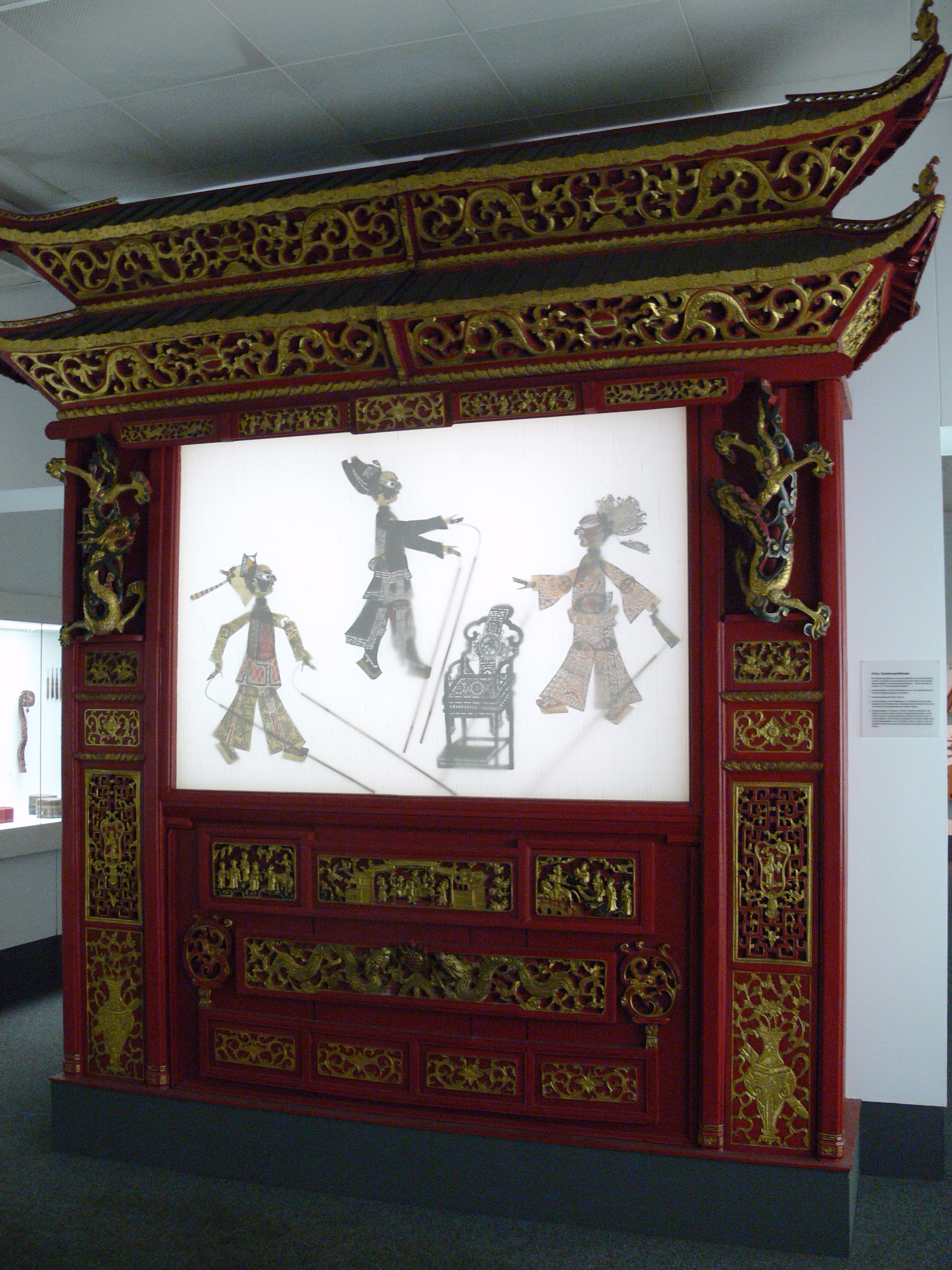
Chiński teatrzyk cieni (ze zbiorów Ethnologisches Museum w Berlinie)

Teatr cieni – rodzaj teatru lalkowego, w którym widz obserwuje na ekranie cienie rzucane przez dekoracje, rekwizyty, lalki i aktorów. Teatr ten powstał w Chinach w III wieku p.n.e. Największą popularność zdobył w krajach Dalekiego Wschodu.